# Teungueth FC
Câu lạc bộ bóng đá Teungueth là một câu lạc bộ bóng đá chuyên nghiệp Sénégal được thành lập năm 2013 tại Rufisque. Teungueth hiện đang thi đấu tại Giải bóng đá Ngoại hạng Sénégal. Mùa giải 2021-22, đội bóng này đứng thứ 7 trên bảng xếp hạng. Sân nhà của đội là sân Stade Lat-Dior ở Thiès.